# Vlača
Vlača (in ungherese Balázsi) è un comune della Slovacchia facente parte del distretto di Vranov nad Topľou, nella regione di Prešov.